# (4287) Třísov
(4287) Třísov es un asteroide perteneciente al cinturón de asteroides, descubierto el 7 de septiembre de 1989 por Antonín Mrkos desde el Observatorio Kleť, České Budějovice, República Checa.

## Designación y nombre
Designado provisionalmente como 1989 RU2. Fue nombrado Třísov en homenaje a la ciudad checa Třísov en el distrito de Český Krumlov, al noreste de la montaña Kleť. Cerca de este pueblo encontraron los restos de la antigua ciudad celta Abilunon.